# Ацетат олова(II)
Ацетат олова(II) — неорганическое соединение,
соль олова и уксусной кислоты 
с формулой Sn(CH3COO)2,
белые или желтоватые кристаллы,
гидролизуется в воде.

## Получение
- Растворение оксида олова(II) в ледяной уксусной кислоте:

{\displaystyle {\mathsf {SnO+2CH_{3}COOH\ {\xrightarrow {}}\ Sn(CH_{3}COO)_{2}+H_{2}O}}}

## Физические свойства
Ацетат олова(II) образует белые или желтоватые (вследствие окисления) кристаллы
ромбической сингонии,
пространственная группа I 222,
параметры ячейки a = 1,3970 нм, b = 2,1173 нм, c = 0,45393 нм, Z = 8.
Гидролизуется в воде, но устойчиво в сильно кислых растворах.

## См.также
- Ацетаты